# Zona paisajística protegida de Český les
La zona paisajística protegida de Český les (abreviado como PLA de Český les; checo: Chráněná krajinná oblast Český les, abreviado como CHKO Český les) es una zona paisajística protegida de la República Checa. Se encuentra en la parte occidental de la región de Plzeň, junto a la frontera con el estado alemán de Baviera. Protege las partes más valiosas del Bosque del Alto Palatinado (Český les).
Český les PLA fue declarada en 2005 la 25ª zona paisajística protegida de la República Checa. La mayor parte de la zona fue desalojada tras la expulsión forzosa de sus habitantes, predominantemente alemanes, después de la II Guerra Mundial. Hasta la caída del régimen comunista en 1989 formaba parte de la zona fronteriza occidental, prácticamente deshabitada. Debido a esta evolución, hoy es una zona poco afectada por las actividades humanas, un mosaico de bosques profundos, prados y selvas. Hay muchos hábitats valiosos y bien conservados de hayedos y bosques mixtos de abeto y haya (aunque han sido sustituidos por plantaciones de abeto en gran parte de la zona original), bosques pantanosos de abeto y bosques pantanosos de pino montano. Geológicamente la zona no es muy variada, con las rocas deficientes en nutrientes del llamado plutón Moldanubicum de origen paleozoico a proterozoico (granitos, gneis, esquistos, pizarras). El PLA de Český les tiene una superficie de 473 km2.
En la zona no hay asentamientos permanentes, sino unas cuantas aldeas restauradas, y muchos de los prados y pastos se utilizan ahora para la cría de ganado. La zona protegida está dividida en dos partes separadas por la autopista D5 que conecta la República Checa y Alemania. La zona cercana a la autopista no se incluyó en el área protegida.

## Áreas protegidas de pequeña escala
En febrero de 2007 había las siguientes reservas naturales y otras zonas protegidas a pequeña escala dentro del APA de Český les:
| Nombre              | Tipo                       | Área      | Motivo de la protección                                                         |
| ------------------- | -------------------------- | --------- | ------------------------------------------------------------------------------- |
| Broumovská bučina   | Reserva natural            | 26.17 ha  | hayedo rico en hierbas                                                          |
| Bučina u Žďáru      | Reserva natural            | 6.77 ha   | hayedo de montaña acidófilo                                                     |
| Bystřice            | Reserva natural            | 43.61 ha  | bosque montano mixto                                                            |
| Čerchovské hvozdy   | Reserva natural nacional   | 326.93 ha | bosque primario mixto de hayas                                                  |
| Diana               | Reserva natural            | 20.41 ha  | bosque primigenio rico en hierbas                                               |
| Dlouhý vrch         | Reserva natural            | 21.00 ha  | bosque montano de sicomoros y hayas                                             |
| Farské bažiny       | Reserva natural            | 66.00 ha  | bosque de píceas                                                                |
| Hvožďanská louka    | Monumento natural          | 6.70 ha   | pradera gestionada                                                              |
| Jezírka u Rozvadova | Reserva natural            | 6.23 ha   | turbera                                                                         |
| Křížový kámen       | Reserva natural            | 19.23 ha  | bosque pantanoso elevado con lagos de turba                                     |
| Louka u Staré Huti  | Monumento natural          | 2.07 ha   | pradera de turbera gestionada                                                   |
| Malý Zvon           | Reserva natural            | 8.00 ha   | hayedo autóctono                                                                |
| Milov               | Monumento natural          | 0.74 ha   | turbera primaveral en pendiente                                                 |
| Na požárech         | Monumento natural nacional | 78.60 ha  | turbera de transición (declarada originalmente para la protección del urogallo) |
| Nad Hutí            | Reserva natural            | 14.04 ha  | hayedo autóctono                                                                |
| Ostrůvek            | Reserva natural            | 5.51 ha   | bosque de turbera elevado                                                       |
| Pavlova Huť         | Reserva natural            | 35.82 ha  | bosque de píceas                                                                |
| Pleš                | Reserva natural            | 27.69 ha  | barranco de bosque de sicomoros y hayas en pendiente                            |
| Podkovák            | Reserva natural            | 5.63 ha   | bosque de turbera elevado                                                       |
| Skalky na Sádku     | Monumento natural          | 3.89 ha   | bosque de abetos                                                                |
| Starý Hirštejn      | Reserva natural            | 37.15 ha  | bosque mixto autóctono                                                          |
| Tišina              | Reserva natural            | 10.35 ha  | hayedo de montaña acidófilo                                                     |
| Tři Znaky           | Reserva natural            | 289.86 ha | declaración pendiente                                                           |
| Veský mlýn          | Monumento natural          | 32.04 ha  | pantano de transición                                                           |

## Recursos
- «Český les PLA». Agency for Nature Conservation and Landscape Protection of the Czech Republic. Consultado el 6 de marzo de 2007.
- Chytrý, Milan (2001). Katalog biotopů české republiky (en checo). Prague: Agency for Nature Conservation and Landscape Protection of the Czech Republic. ISBN 80-86064-55-7.